# Sacramento (Brazilia)
Sacramento este un oraș în Minas Gerais (MG), Brazilia.